# آژیر قرمز
آژیر قرمز صدایی است که در زمان خطراتی چون سیل و زلزله و خصوصاً در زمان جنگ و بروز حمله هوایی از رادیو، تلویزیون یا بلندگوهای نصب شده در اماکن عمومی پخش می‌شود.

## در ایران
پیش از آغاز آژیر قرمز متن زیر شنیده می‌شود (نام و شیوه آژیرها تقریباً مشابه آمریکا است):
توجه! توجه!
علامتی که هم‌اکنون می‌شنوید اعلام خطر یا وضعیت قرمز است و معنی و مفهوم آن این است که حمله هوایی انجام خواهد شد. محل کار خود را ترک و به پناهگاه بروید.
بلافاصله پس از این متن، آژیر قرمز پخش می‌شود که به مدت سه دقیقه ادامه دارد و در این مدت، هر ده ثانیه بسامد صدا زیر و بم می‌شود. با برطرف شدن خطر، آژیر سفید پخش می‌شود که مدت آن سه دقیقه است که شامل یک دقیقه بوق ممتد، یک دقیقه سکوت و دوباره یک دقیقه بوق ممتد است.
محمد علی ابطحی مدیر وقت رادیو(۱۳۶۲) با بیان خاطرات شفاهی رادیو در رابطه با آژیر قرمز می‌نویسد: " این نوار قبل از انقلاب در ارتش تهیه شده بود. شنیده بودم که قبل از انقلاب در جریان یک مانور امنیتی داخلی در ارتش ضبط شده بود و سر چهار راه‌ها بلندگو می‌گذاشتند و آن را برای تمرین و اعلام آمادگی و ابراز قدرت پخش می‌کردند جنگ که متأسفانه به صورت حقیقی آغاز شد، این نوار را به رادیو دادند "